# 雷德基 (印地安納州)
雷德基（英語：Redkey）是一個位於美國印地安納州傑伊縣的城鎮。

## 人口
根據2010年美國人口普查的數據，雷德基的面積為2.26平方千米，當中陸地面積為2.26平方千米，而水域面積為0.00平方千米。當地共有人口1,353人，而人口密度為每平方千米599人。